# Бофорт, Джоан (королева Шотландии)
Джоан Бофорт (англ. Joan Beaufort; ок. 1404 — 15 июля 1445) — королева Шотландии (с 1424 по 1437 год). Жена короля Якова I, мать его восьмерых детей, в том числе короля Шотландии Якова II. После смерти Якова I снова вышла замуж, родила ещё троих детей.

## Происхождение
Джоан была старшей из двух дочерей и четвёртым ребёнком в семье Джона Бофорта, графа Сомерсета, и Маргарет Холланд. Как по отцу, так и по матери девочка состояла в родстве с английским королями. По отцу она была племянницей короля Генриха IV, который был сыном её деда герцога Ланкастерского Джона Гонта от первой жены; король Генрих V, сын Генриха IV, был, соответственно, её двоюродным братом, а король Генрих VI, сын Генриха V, — её двоюродным племянником. По матери она была внучатой племянницей короля Ричарда II, который был сыном её прабабушки Джоанны, Прекрасной Девы Кента, от третьего брака.

## Биография
С 1406 года, вначале будучи шотландским принцем, а затем и королём, Яков I (1394—1437) находился в плену у английского короля. Здесь, не позднее 1420 года, Яков познакомился с Джоан. Считается, что именно ей шотландский король посвятил свою романтическую поэму «Королевская книга» (The Kingis Quair, около 1424), в которой повествуется о влюблённом пленнике. По преданию, король написал её, увидев в саду девушку из окна своей комнаты.
Брак, заключённый 12 февраля 1424 года в церкви Святой Марии в Саутуорке, имел и политический подтекст, учитывая родство Джоан с английскими королями: он был частью соглашения об освобождении шотландского короля из плена и, с точки зрения Англии, способствовал заключению альянса с Шотландией, которая таким образом лишалась возможности заключить союз с Францией. Приданое Джоан составляло десять тысяч шотландских мерков; приданым была оплачена часть выкупа, за который Яков получал свободу.
Год после свадьбы пара проживала в Уинчестерском дворце, который принадлежал дяде Джоан кардиналу Генри Бофорту. Затем Джоан сопровождала супруга во время его возвращения в Шотландию, где оба они были коронованы в аббатстве Скон. Королева оказывала смягчающее влияние на авторитарную политику Якова I: по её просьбе король неоднократно освобождал арестованных баронов; кроме того, Джоан часто заступалась за тех, кто должен был быть казнён. За тринадцать лет брака Джоан родила восемь детей, однако среди них было только двое мальчиков — близнецы Яков (будущий король Шотландии Яков II) и Александр, который скончался в младенчестве.
21 февраля 1437 года король Яков был убит во дворце в Перте; королева также была целью покушения, однако отделалась травмой. Джоан успешно возглавила сторонников Якова I, которые жаждали покарать убийцу короля графа Атолла, но от дальнейшей власти ей пришлось отказаться из-за английского происхождения. Опеку над шестилетним королём парламент Шотландии поручил вдовствующей королеве, однако регентом страны стал Арчибальд Дуглас.
Смерть Якова I послужила толчком к началу долгого периода анархии в Шотландии. Ни вдова короля, ни регент не смогли удержать в повиновении баронов. Враждующие группировки Ливингстонов и Крайтонов неоднократно захватывали друг у друга малолетнего короля, используя контроль над ребёнком в обоснование своих претензий на власть в стране. Джоан пыталась переломить ситуацию и ближе к концу июля 1439 года вышла замуж за Джеймса Стюарта, «Чёрного рыцаря Лорна» (ок. 1399 — ок. 1451), отец которого был послом в Англии, а мать — потомком шотландского короля Роберта I и наследница дома Эргадия; по мужской линии Джеймс был прямым потомком Александра Стюарта, 4-го лорд-стюарда Шотландии. Вместе с Чёрными Дугласами, чьим сторонником был новый супруг королевы, он планировал изолировать пасынка от влияния Ливингстонов и, тем самым, лишить их власти. Однако, силы были не равны: королева была арестована в августе 1439 года и была вынуждена отказаться от опеки над сыном-королём. К 1443 году власть в стране окончательно сосредоточилась в руках Ливингстонов. В 1445 году Джоан при поддержке Крайтонов и епископа Сент-Эндрюсского попыталась свергнуть правление Ливингстонов—Дугласов. Королева потерпела неудачу и была вынуждена укрыться в Данбарском замке, где и скончалась 15 июля. Джоан Бофорт была похоронена в Пертском картезианском приорате.

## Дети
От брака с королём Яковом I:
- Маргарита (25 декабря 1424 — 16 августа 1445) — была замужем за дофином Людовиком, который стал королём Франции уже после смерти Маргариты от пневмонии. Брак был бездетным.
- Изабелла (осень 1426 — 13 октября 1494 или 5 марта 1499) — была замужем за Франциском I, герцогом Бретонским; в браке родилось две дочери — Маргарита и Мария, старшая из которых унаследовала герцогство отца.
- Мария[англ.] (до 1428 — 20 марта 1465) — графиня Бьюкена; была замужем за Вольфертом VI ван Борселеном, сеньором Вере. В браке родилось двое сыновей, Карл и Ян, оба они умерли не достигнув зрелости.
- Джоанна[англ.] (ок. 1428 — после 16 октября 1486) — была замужем за Джеймсом Дугласом, графом Мортоном. В браке родилось четверо детей, два сына и две дочери. До того, как Джоанна вышла замуж за Джеймса, планировались два других брака: с Джеймсом Дугласом, графом Ангуса, который умер незадолго до свадьбы, и дофином Людовиком, вдовцом старшей сестры Джоанны, Маргариты, однако брак так и не состоялся. Считается, что Джоанна была глухонемой[8].
- Александр (16 октября 1430—16 октября 1430) — герцог Ротсей.
- Яков (16 октября 1430 — 3 августа 1460) — король Шотландии. Был женат на Марии Гелдернской, дочери Арнольда Эгмонта, герцога Гелдернского, и Екатерины Клевской. В браке родилось семеро детей; ещё один ребёнок, сын Джон, был незаконнорождённым.
- Элеонора (1433 — 20 ноября 1480) — была замужем за Сигизмундом Габсбургом, эрцгерцогом Передней Австрии. Элеонора умерла при родах, ребёнок родился мёртвым.
- Аннабелла (ок. 1436—1509) — была дважды замужем: за Людовиком Савойским, графом Женевы, брак с которым был расторгнут, и за Джорджем Гордоном, графом Хантли, от которого Аннабелла родила сына и дочь; брак с Джорджем также был расторгнут.

От брака с Джеймсом Стюартом:
- Джон (ок. 1440 — 15 сентября 1512) — 1-й граф Атолл. Был дважды женат: на Маргарет Дуглас[англ.], дочери Арчибальда Дугласа, 5-го графа Дугласа, и Эфимии Грэм, и на Элеоноре Синклер, дочери Уильяма Синклера, 3-го графа Оркни, и Марджори Сазерленд. От первого брака у Джона было две дочери и сын, от второго — два сына и девять дочерей.
- Джеймс (1442—1499) — 1-й граф Бьюкен. Был женат на Маргарет Огилви, дочери и наследнице сэра Александра Огилви. В браке с Маргарет родились сын и дочь; кроме того, от любовницы Маргарет Мюррей Джеймс также имел сына и дочь.
- Эндрю[англ.] (ум. 1501) — епископ Морейский.